# 日本國鐵EF66型電力機車
EF66型電力機車（日语：EF66形電気機関車）是日本國有鐵道的直流電力機車車型之一，适用于供电制式为1500伏直流电的电气化铁路，由川崎车辆（川崎重工業）、东芝、川崎电机制造（富士電機）、汽車製造、东洋电机制造联合生产。EF66型電力機車是日本国铁为满足高速货物列车的牵引需要，于1960年代中期开发研制的3900千瓦六轴电力机车，也是当时世界上单节功率最大的窄轨电力机车。首台原型车于1966年落成，当时被称为EF90型电力机车；至1968年定型并开始投入批量生产。1969年，EF66型电力机车还获得了鐵道友之會授予的第12届藍絲帶獎。

## 开发背景

### 货物列车高速化
1960年代初，正处于战后经济高速增长时期的日本，开始了大规模的高速公路修建计划。当时日本国有铁道已经意识到，随着日本高速公路网逐渐成形，公路货运势必对铁路货运形成严峻的挑战。1964年，日本国有铁道开始研究货物列车高速化的问题，对货物列车的运输组织、运行速度、机车车辆等范畴作出了检讨，并提出了有关确立铁路货物高速运输体系的几项基本方针，包括缩短铁路货物运输时间和列车区间运行时分，将货物列车最高速度提高至100公里/小时以上；开发研制构造速度可达110公里/小时的高速货车；开发研制大功率货运电力机车；集中发展集装箱和大宗货物的运输业务。
根据开行最高速度100公里/小时的高速货物列车的需要，日本国铁的列车速度调查委员会就列车运行时间、机车牵引性能、列车牵引定数、铁路基础设施等方面进行了深入研究。牵引动力方面，由于在保持相同牵引定数的同时提高最高运行速度，对电力机车的牵引性能提出了更高的要求。以东京和大阪之间的货物运输为例，東名高速公路和名神高速公路落成后，货物经高速公路的运输时间约为8小时，而高速货物列车经東海道本線（汐留—梅田）运行，单程运行时间需要压缩到约7小时，才有能力与公路货运竞争。

### 大功率电力机车
当时，由EF65型电力机车牵引的特急貨物列车，牵引定数约600吨，东京至大阪间的旅行时间约为7小时30分钟。因此，如果将牵引定数增加到1000吨，除非采用两台电力机车重联牵引，否则EF65型电力机车也不可能满足需要。另一方面，牵引供电系统的承受能力也是一项考虑因素，当EF65型电力机车双机牵引时，架空接触网的最大瞬时负载电流可达到5000安培，有可能超过东海道、山陽本線牵引变电所的容量限制，而网侧电压也会出现较大幅度的下滑，影响同一供电区间内其他列车的运行。
根据计算，假设1000吨货物列车的最高运行速度为100公里/小时，并且在10‰坡道上保持75公里/小时的均衡速度，牵引机车至少需要约3600千瓦的功率；若果牵引定数进一步提高到1200吨，则需要约4200千瓦的牵引功率。受到当时牵引电动机制造技术和窄轨限界的制约，日本国铁最初考虑研制双节重联形式的“H级”八轴电力机车，但随后由于大功率直流牵引电动机的实用化，令单节大功率的“F级”六轴电力机车得以成为现实。1966年，日本国铁试制了首台3900千瓦的EF90型电力机车，成为当时世界上单节功率最大的窄轨电力机车；同年，与之配套的10000系高速货车亦试制成功并投入运用。
除此之外，日本国铁进行货物列车高速化的研究时，亦曾经考虑过采用货运电力动车组的可行性。与動力集中式列車相比，由于動力分散式列車的动轴数量较多，可以在保持列车总功率相同的条件下采用功率较小的牵引电动机，同时还可以提高高速区域的粘着性能。以東海道新幹線开通前的“回声号”列车（国铁151系电力动车组）为例，最高运行速度为110公里/小时，东京至大阪的运行时间约6小时30分钟。根据理论计算，如果800吨或1000吨货物列车要达到相同速度和时间，列车将分别需要5000千瓦和6300千瓦的功率，以当时直流电力机车的技术水平来说，不仅技术上存在很大困难而且经济上亦不甚现实。然而，由于无法与既有货车通用、编组运用缺乏弹性、提速效果有限等原因，货运电力动车组的构想未被日本国铁所接纳。

## 形式区分

### 原型车

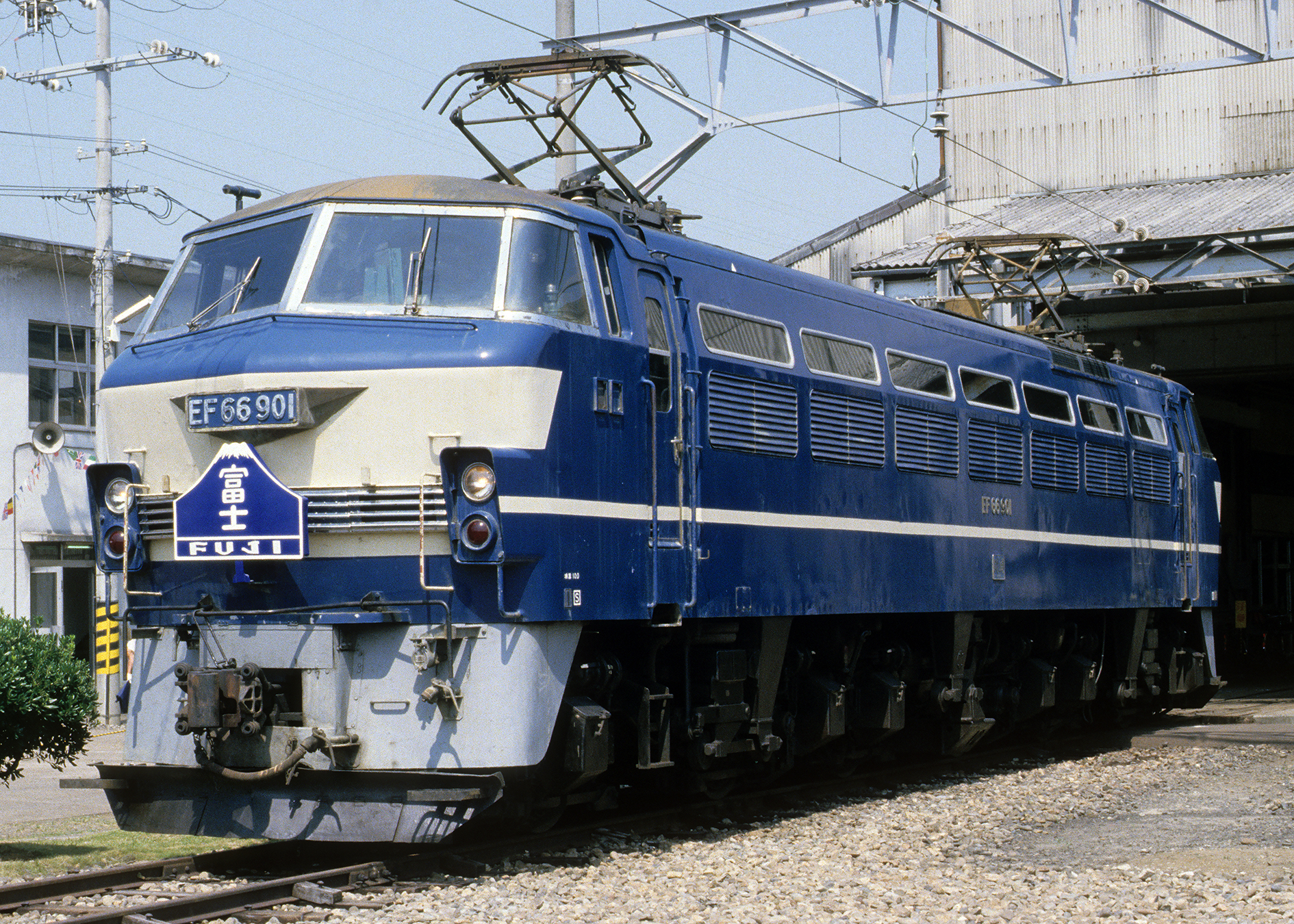
EF66 901號機車

1966年9月7日，川崎车辆和川崎电机完成试制首台原型车，当时被称为EF90型电力机车（EF90 1），生产预算由国铁昭和40年度第2次債務承担。EF90 1号机车出厂后，与同时期试制的Koki10000型集装箱平车、Resa10000型冷藏車共同开始运行试验。
试验结果表明，EF90型电力机车是日本国铁当中性能最优异的直流电力机车。机车小时功率为3900千瓦，持续速度为72.2公里/小时，持续牵引力为19,590公斤（85%全励磁）。当EF90型电力机车单机在50公里/小时以上的速度范围运行，轮周牵引力比双机重联的EF65型电力机车提高约50%。因此，EF90型电力机车既拥有EF65型电力机车的牵引力特性，亦同时拥有EF58型电力机车的高速性能。若果按机车单机牵引1200吨列车计算，在平直道上最大平衡速度可达120公里/小时，在10‰长大坡道上的平衡速度亦可达80公里/小时；而架空接触网的最大瞬时负载电流约为3200安培，远低于EF65型电力机车双机重联时的5000安培。
1968年，当EF66型电力机车投入批量生产后，EF90 1号机车在鹰取工厂按量产车的标准进行了改造，改造内容主要包括转向架部分，例如以囊式空气弹簧取代膜式空气弹簧，更换传动齿轮箱、橡胶弹性元件、铸铁闸瓦等部件。至同年8月4日完成改造，并编入EF66型电力机车的序列，车号更改为EF66 901。1987年国铁分割民营化之后，该机车由日本货物铁道（JR货物）继承，配属吹田机关区及担当货物列车牵引任务。1996年12月28日，EF66 901号机车完成执行最后一次牵引任务，牵引由幡生开往吹田的“再见901号”2060次货物列车后，正式脱离运用并封存于广岛车辆所，至2001年2月9日报废后解体。

### 基本番台
1968年夏季，根据EF90 1号机车的使用经验和试验结果作出改良后，正式定型为EF66型电力机车并投入批量生产，从1968年至1974年间共制造了55台EF66型基本番台机车，其中可按细节特点分为两个批次的车辆。
第一次量产车（1～20）

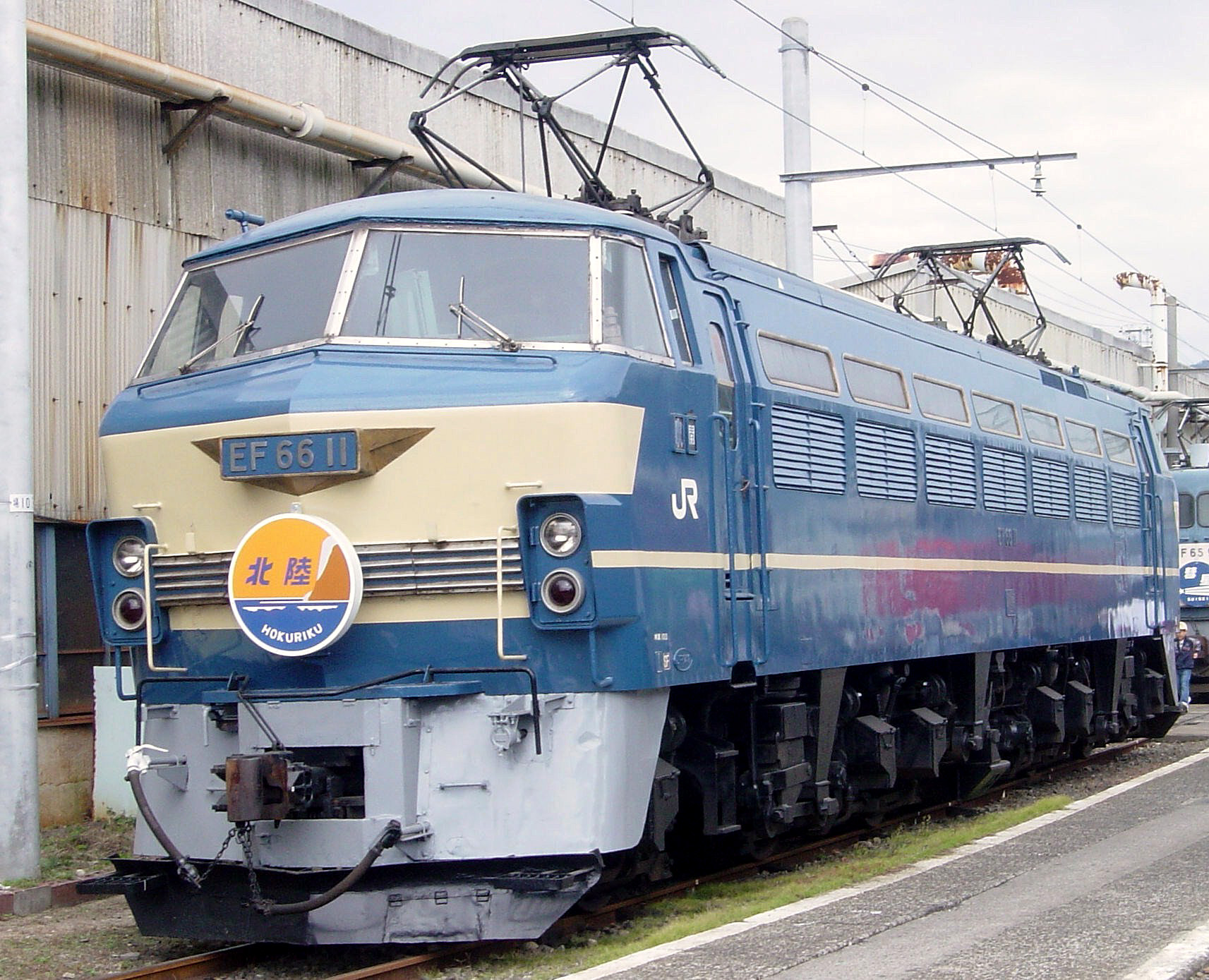
第一次量产车（11号机车）

- 1～13号机车于1968年7月至9月期间落成，生产预算由昭和42年度第2次債務承担，全部配属下关运转所幡生支所。与EF90 1号原型车相比，这批量产车改为装用CS27A型电阻控制器、CS28A型励磁控制器，以及DT133A、DT134A型转向架；并改变了牵引电动机的横向支撑件的形状，以便于转向架结构的检查。外观方面，前窗中央两块平面玻璃和两侧曲面玻璃的交合处往两侧后移，以改善乘务人员的瞭望视野，而侧窗亦改为由单一玻璃构成的上下提拉式车窗[7]。
- 14～15号机车是因应1968年“43·10”国铁运行图调整，缓解因特急货物列车增发的机车运用紧张而制造，生产预算由昭和42年度第3次債務承担。这批机车与1～13号机车完全相同[7]。
- 16～17号机车是因应1969年4月国铁运行图调整，梅田至汐留间再增开一对特急货物列车而制造，生产预算由昭和43年度第3次債務承担。这批机车的电阻控制器、电动发电机等部件作出了若干改进，车顶脚踏板改为采用氯乙烯涂层产品。
- 18～20号机车是因应1969年10月1日国铁运行图调整、特急貨物列車增发而制造，生产预算由昭和43年度第5次債務承担。这批机车改为使用CS27B型电阻控制器和CS28B型励磁控制器，并且对安全防护装置作出了改良[8]。

第二次量产车（21～55）

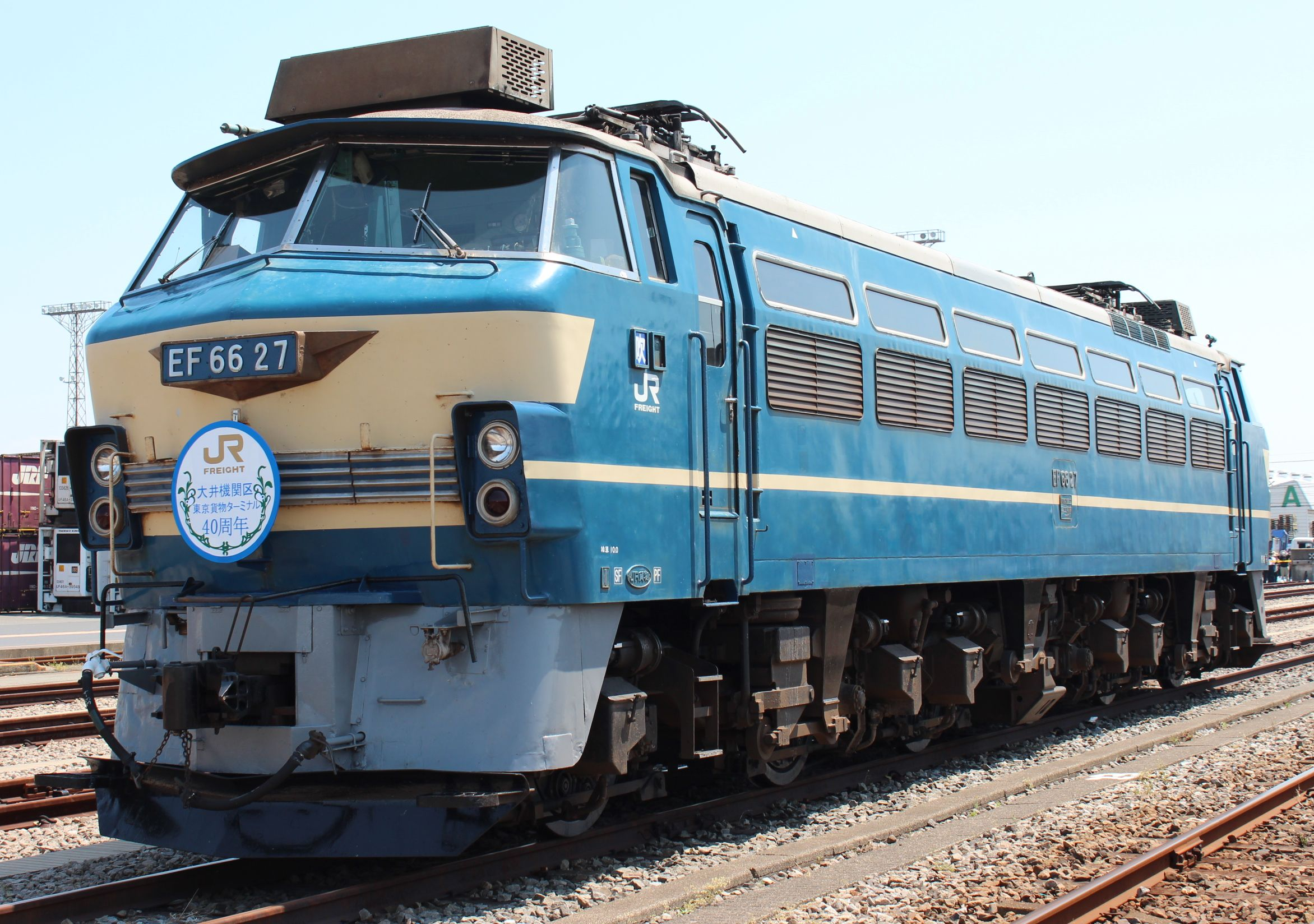
第二次量产车（27号机车）

- 21～31号机车是因应1973年10月国铁运行图调整而制造，生产预算由昭和48年度第1次民有拨款承担[7]。与之前第一次量产车相比，这批机车在许多方面作出了较大的变化，例如改为使用CS27C型电阻控制器和CS28C型励磁控制器；辅助电路系统改为采用三相交流传动，辅助设备由免维护性较好的三相异步电动机驱动；改为装用MT56A型牵引电动机，增加了分流电阻器以改善牵引电动机的换向性能；两端转向架以囊式空气弹簧取代膜式空气弹簧，转向架型号变更为DT133B型；考虑到单司机值乘的实际需要，将部分操作频率较高的设备集中布置在司机操纵台。外观方面，车体顶盖两端凸出于前窗玻璃并形成一个窗檐，以防止前窗玻璃受到受电弓润滑脂和滑板金属粉末的污染；设备检查盖被移动到车体中部两侧机车编号处；车体正面的司机室通风口亦被废除。
- 32～33号机车是因应1974年4月九州地区日豐本線电气化、担当“彗星號”卧铺特急列车牵引任务而制造，生产预算由昭和48年度第3次民有拨款承担[7]。
- 34～55号机车是因应1975年3月10日国铁运行图调整，東海道本线、山陽本线、東北本線、山手貨物線貨物列車增发，以及增強身延線、飯田線運輸能力而制造，生产预算由昭和49年度第2次民有拨款承担[7]。

| 生产批次     | 机车编号 | 制造商                   | 制造目的                                                                          | 生产预算            |
| ------------ | -------- | ------------------------ | --------------------------------------------------------------------------------- | ------------------- |
| 第一次量产车 | 1～6     | 東洋電機製造、汽車製造   | 开行高速貨物列車                                                                  | 昭和42年度第2次債務 |
| 第一次量产车 | 7～13    | 川崎车辆、川崎電機       | 开行高速貨物列車                                                                  | 昭和42年度第2次債務 |
| 第一次量产车 | 14       | 東洋電機製造、汽車製造   | 高速货物列车增发                                                                  | 昭和42年度第3次債務 |
| 第一次量产车 | 15       | 川崎車輌、川崎電機       | 高速货物列车增发                                                                  | 昭和42年度第3次債務 |
| 第一次量产车 | 16・17   | 川崎重工業、富士電機     | 高速货物列车增发                                                                  | 昭和43年度第3次債務 |
| 第一次量产车 | 18～20   | 川崎重工業、富士電機     | 汐留—東廣島、下關—汐留間高速貨物列車增發                                          | 昭和43年度第5次債務 |
| 第二次量產車 | 21～25   | 東洋電機製造、川崎重工業 | 東海道、山陽地區貨物列車增發                                                      | 昭和48年度第1次民有 |
| 第二次量產車 | 26～31   | 川崎重工業、富士電機     | 東海道、山陽地區貨物列車增發                                                      | 昭和48年度第1次民有 |
| 第二次量產車 | 32～33   | 東洋電機製造、川崎重工業 | “彗星號”特急列車用牽引機車                                                        | 昭和48年度第3次民有 |
| 第二次量產車 | 34～44   | 東洋電機製造、川崎重工業 | 東海道本線、山陽本線、東北本線、山手貨物線貨物列車增發 增強身延線、飯田線運輸能力 | 昭和49年度第2次民有 |
| 第二次量產車 | 45～55   | 川崎重工業、富士電機     | 東海道本線、山陽本線、東北本線、山手貨物線貨物列車增發 增強身延線、飯田線運輸能力 | 昭和49年度第2次民有 |

### 100番台

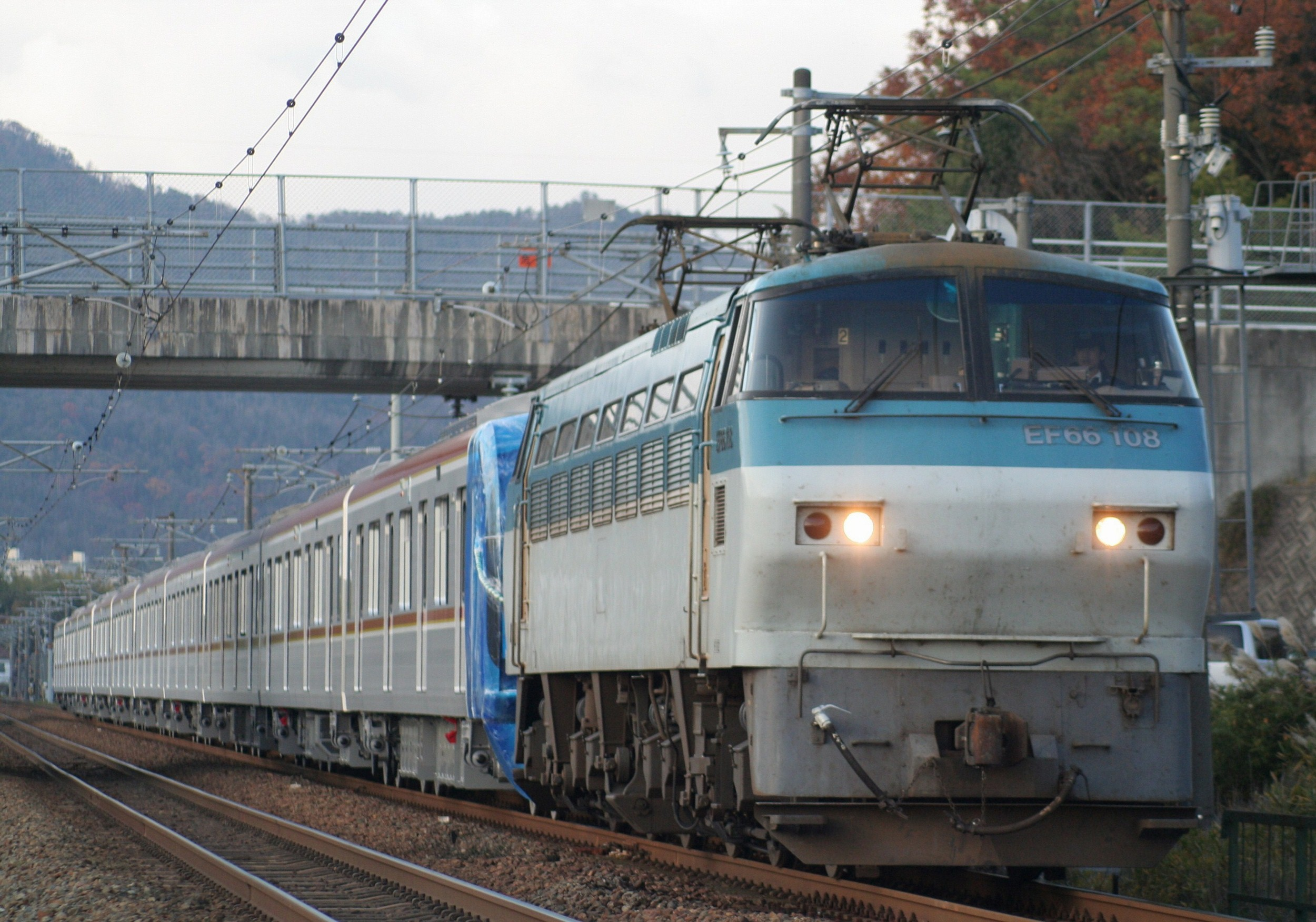
100番台一次车（108号机车）

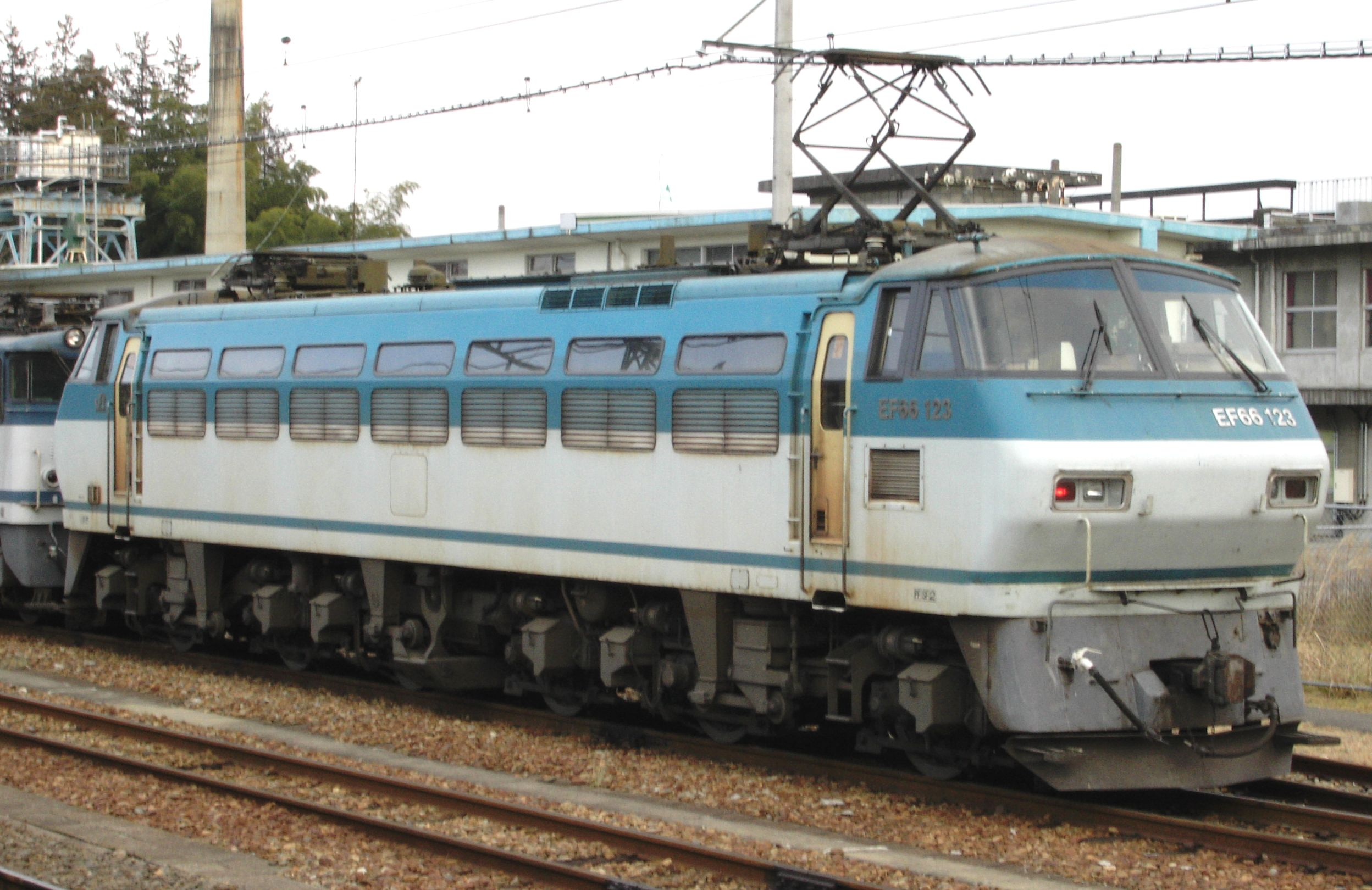
100番台二次车（123号机车）

国铁分割民营化后由于货物列车增发，JR货物在最后一批EF66型基本番台机车出厂的14年后，再次向川崎重工业订购了33台经过改良的EF66型100番台机车，并于1989年至1991年间陆续交付使用。虽然100番台机车的基本构造和技术性能仍然和最后一批基本番台机车基本相同，但车体外形和部分设备已经有了很大分别。
第一次量产车（101～108）
- 101～108号机车于1989年制造。
- 外观方面，对车头外形进行重新设计，采用车体正面中部凸出、前窗部分向后倾斜的流线型外形，前照灯和尾灯以横向并列方式布置在正面中部两侧，并为前窗玻璃增设了喷水清洁器。司机室加装了空调装置，以改善乘务人员的工作环境。前照灯和尾灯采用圆形外形[9]。
- 移除了牵引电动机的分流电阻器；以新型设备替换已停产的辅助机电装置；改变空气弹簧的隔膜形状，转向架型号变更为FD133C、FD134B型；采用下框架交叉式的PS22B型受电弓[10]。
- 由于EF66型电力机车已经很少牵引10000系高速货车，100番台机车亦不再装用密接式自动车钩，改为装用一般的自动车钩，并在排障器上增加总风管折角塞门[10]。
- 车体涂装采用JR货物标准色涂装，车体上部使用深浅蓝色的组合，车体下部为浅灰色，司机室侧门使用芥末色（黄土色）。

第二次量产车（109～133）
- 109～133号机车于1990年至1991年间制造。
- 电气和控制设备方面根据环境保护的规定，消除了这些设备内的有害物质，例如接触器开关和高速断路器不再含有石棉成分，电阻控制器和励磁控制器亦有所变更。受电弓变更为PS22D型[6]。
- 在保持第一次量产车车体涂装的基础上，围绕车体下部增加了一圈蓝色带。前照灯和尾灯改为采用方形外形[6]。

## 运用历史

### 国铁时代

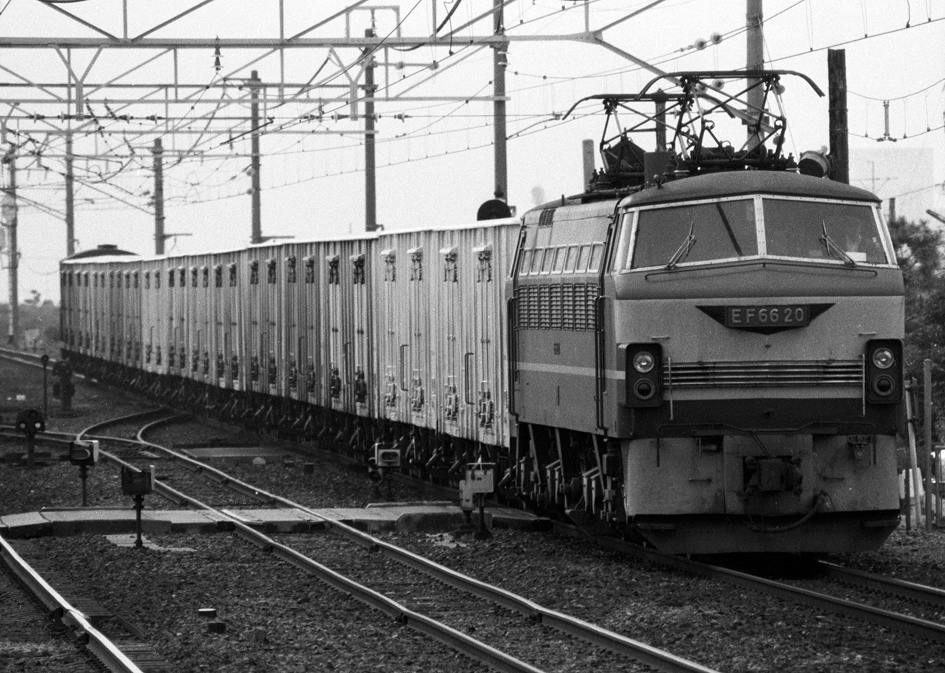
EF66型电力机车牵引10000系高速货物列车（1985年）

1966年10月，EF90 1号原型车配属吹田第二机关区（今吹田机关区），不久之后又改配属姬路第二机关区（今姬路運轉區）。1968年7月，EF66型电力机车的首批量产车开始配属下关运转所（今下关综合车辆所）。同年，EF90 1号原型车在鹰取工厂完成改造后，被编入EF66型电力机车的编号序列（EF66 901），并转配属到下关运转所。1969年至1977年间，所有EF66型电力机车均集中配属于下关运转所，担当东海道本线、山阳本线的高速货物列车牵引任务，包括连接东京、大阪和九州地区的特急集装箱货物列车和特急鲜鱼货物列车。随着最高速度100公里/小时的高速货物列车投入服务，大大缩短了铁路货物的运输时间。例如，品川至香椎间的集装箱列车的运行时间缩短为24小时，比之前压缩了5个小时；幡生至东京的鲜鱼列车的运行时间缩短为29小时，比之前压缩了12个小时。
1978年，下关运转所的部分EF66型电力机车转配属广岛机关区。1984年，由于日本国铁缩减货运及行包运输业务规模，广岛机关区的EF66型电力机车又全部转配属吹田机关区，仍然担当东海道本线、山阳本线的货运牵引任务。1985年，由于“隼号”特急旅客列车编组中加挂一节酒吧车，令EF65型电力机车的功率不足以应付牵引需要。为了充分利用部分闲置的EF66型电力机车，从同年3月14日国铁运行图调整开始，“隼号”、“樱号”、“朝风号”、“瑞穗号”、“富士号”五对卧铺特急列车在东京至下关之间，改由下关运转所的EF66型电力机车牵引。
1986年11月1日，为了预备即将实施的国铁分割民营化，日本国铁对EF66型电力机车进行大范围的配属调度，将专门用于牵引货物列车的16台EF66型电力机车由下关运转所转配属吹田机关区。

### 民营化后
1987年4月1日国铁分割民营化后，56台EF66型电力机车被新成立的西日本旅客鐵道（JR西日本）和日本貨物鐵道（JR货物）继承。

#### JR货物

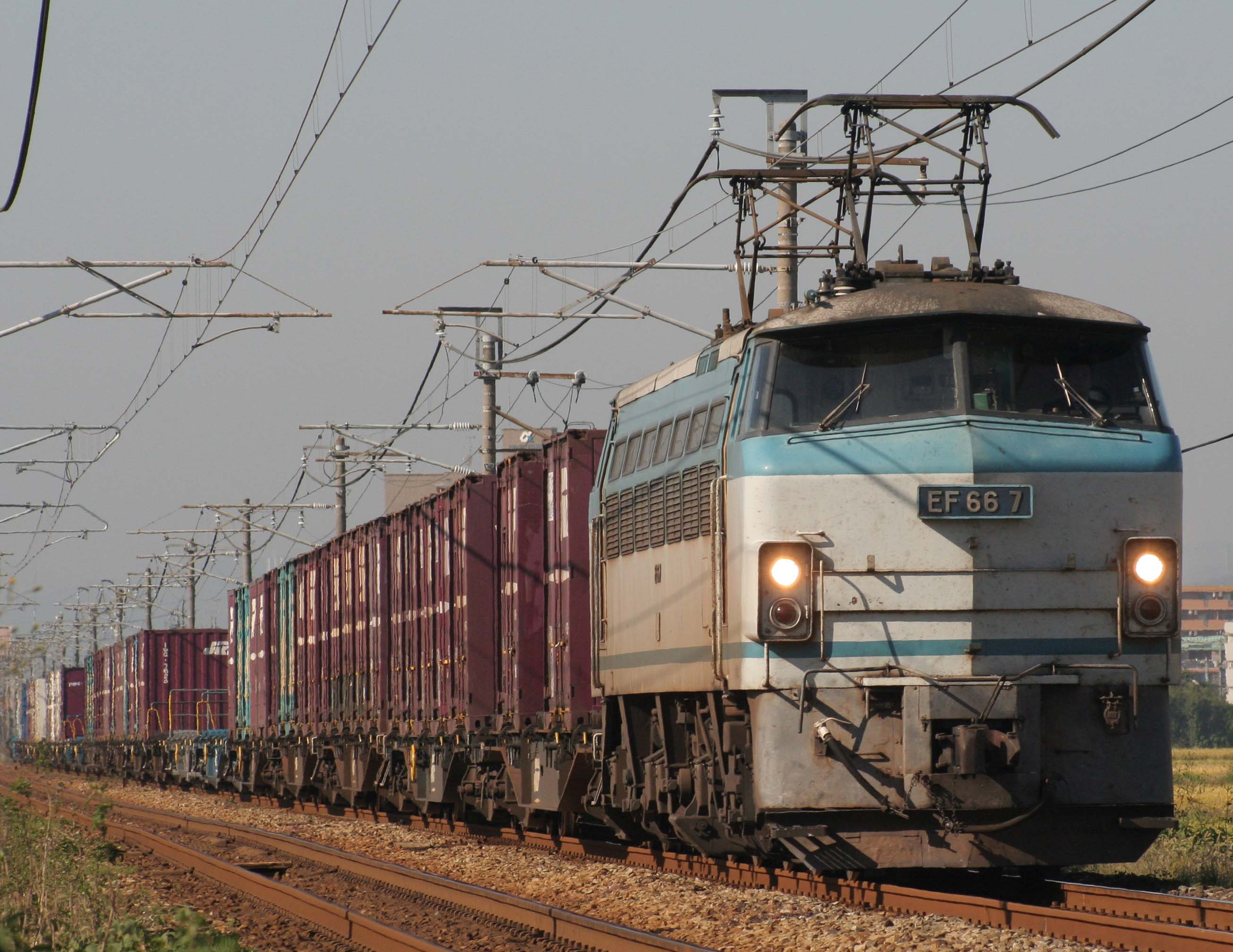
“旧更新色”的EF66 7号机车

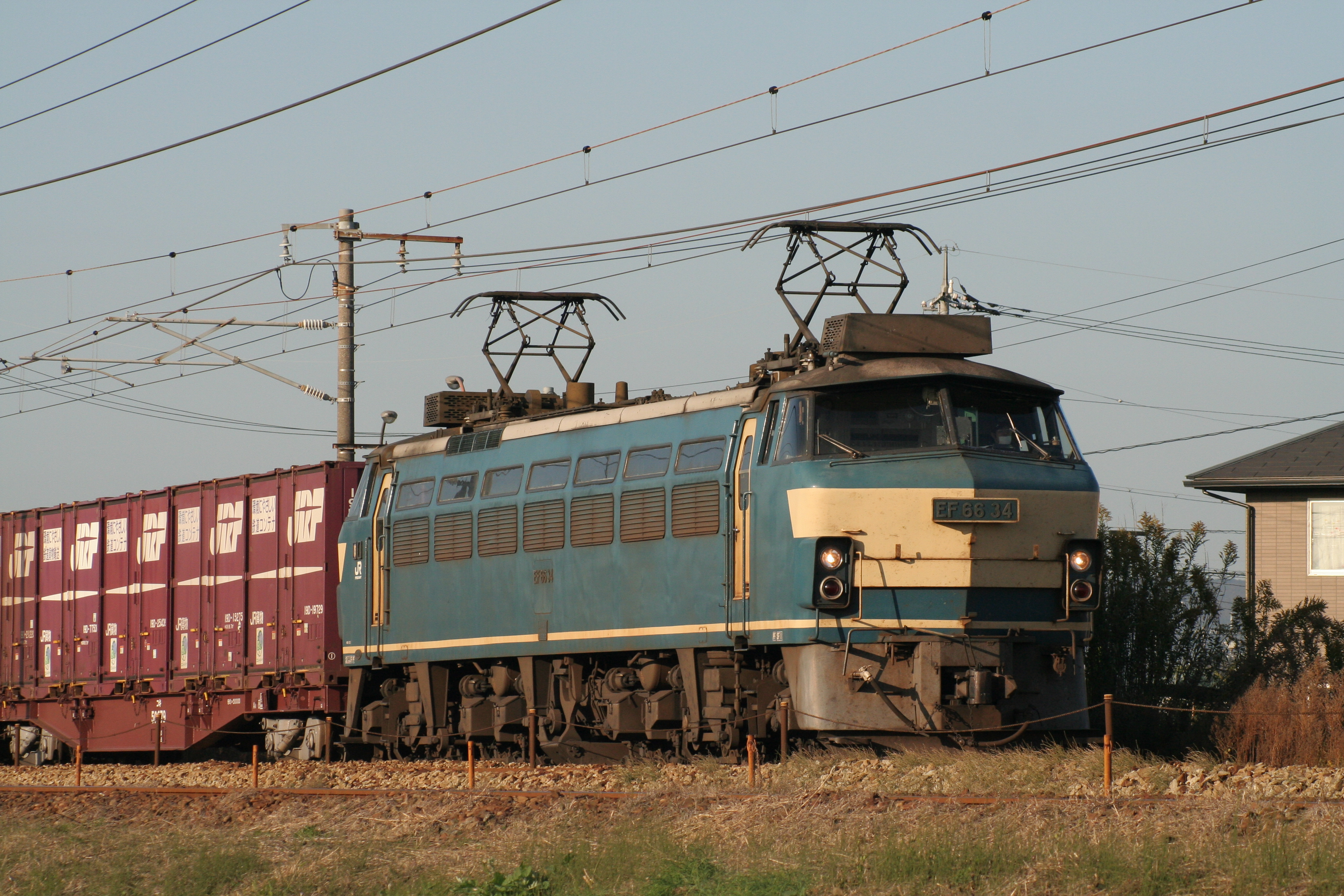
“新更新色”的EF66 34号机车

1987年，JR货物继承了40台EF66型电力机车（1～39、901），并且集中配属于吹田机关区。1988年初，EF66 18号机车参与了本四備讚線（瀨戶大橋線）开通前的瀨戶大橋1000吨荷重列车紧急制动试验。同年，由于新一代的Koki100型货车投入运用，JR货物的EF66型电力机车均在车钩两侧加装了总风管。1989年至1991年间，新造的33台EF66型100番台电力机车陆续配属吹田机关区、冈山机关区、广岛机关区，至1996年3月16日运行图调整后JR货物全数73台EF66型电力机车集中配属吹田机关区。1991年，基本番台第二次量产车开始进行加装司机室空调的改造。
从1993年到2006年，JR货物对运用时间较长的基本番台机车分批进行更新改造，改造内容包括更换过时的机械和电器设备；侧窗改用不锈钢窗框；废除车体正面的不锈钢装饰带等。大部分基本番台机车均接受了更新改造，完成改造的车辆亦改变了车体涂装以作识别。最初的“旧更新色”涂装与100番台第二次量产车的涂装基本相同，车体上半和下半部分别为蓝色和浅灰色，车体下部还有一圈蓝色带，司机室侧门采用芥末色。
从2004年起完成更新改造的基本番台机车，开始采用与原本国铁涂装类似的“新更新色”涂装，车体外部以深蓝色（青15号）为主色，车体正面下半部采用奶黄色（奶油1号）；车身两侧亦各有一条奶黄色色带，但其喷涂高度略低于国铁涂装。部分原本采用“旧更新色”涂装的基本番台机车，后来亦改为使用“新更新色”涂装。2006年9月，最后完成更新改造的EF66 27号机车，则恢复为原始的国铁涂装作为纪念。
除此之外，国铁民营化后不久的1987年8月，JR货物为了决定新时期的车辆涂装，将EF66 20号机车作为新涂装试验车，试验涂装以淡奶油色作为主色，配以从车头延伸至车身两侧的蓝色线条图案，车身中部还喷涂了巨大的蓝色“JR”标志。然而，这种试验涂装最终并没有被接纳采用，而这台机车又先后改为使用旧更新色和新更新色。这台曾经三次变换涂装的机车于2010年3月16日除籍报废，并在广岛车辆所解体。
JR货物的EF66型电力机车一直主要运用于东海道本线和山阳本线，并从1998年10月起开始投入東北本線黑矶以南运用。1999年至2002年间，JR西日本的四台EF66型电力机车（41、44、52、54）转售予JR货物。踏入2000年代，由于大多数基本番台机车的使用时间已届30年，而且越来越多新一代的EF210型电力机车投入运用，因此状况较差的基本番台第一次量产车于2001年开始陆续报废，至2000年代末第一次量产车经已全部报废。
2016年3月，JR货物仍然拥有39台EF66型电力机车，包括6台基本番台第二次量产车和33台100番台机车，全部配属吹田机关区，2019年3月開始担当东海道本线、山阳本线福山車站以东、武藏野線越谷貨物總站以西、東北本線宇都宮貨物總站的區間货物列车牵引任务。
至2020年8月，因應EF210型機車的增備，6台基本番台中的5台（21、26、30、33、36）被報廢並解體，而現存的基本番台中只有一台27號機仍然在運用，因為其編號27而被鐵路迷愛稱為「ニーナ」（仁奈）。第30號機存放在廣島車輛所，並以提高年輕技術員的技能為名義重新翻新為更新色，並於2018年起在廣島車輛所開放日時公開展出。
承上，由於EF210型機車的替換目標亦包括100番台，其中一台104號機因而被報廢並解體，成為第一台被報廢的100番台機車。
另外11號機被轉贈給JR東日本之後進行了修復工作，包括重新安裝了連接器的空氣管並卸下了MRP管並放在鐵道博物館展示。另一方面，35號機被轉贈給JR西日本之後，空調被拆除並重新翻新為國鐵色後在京都鐵道博物館展出。

#### JR西日本

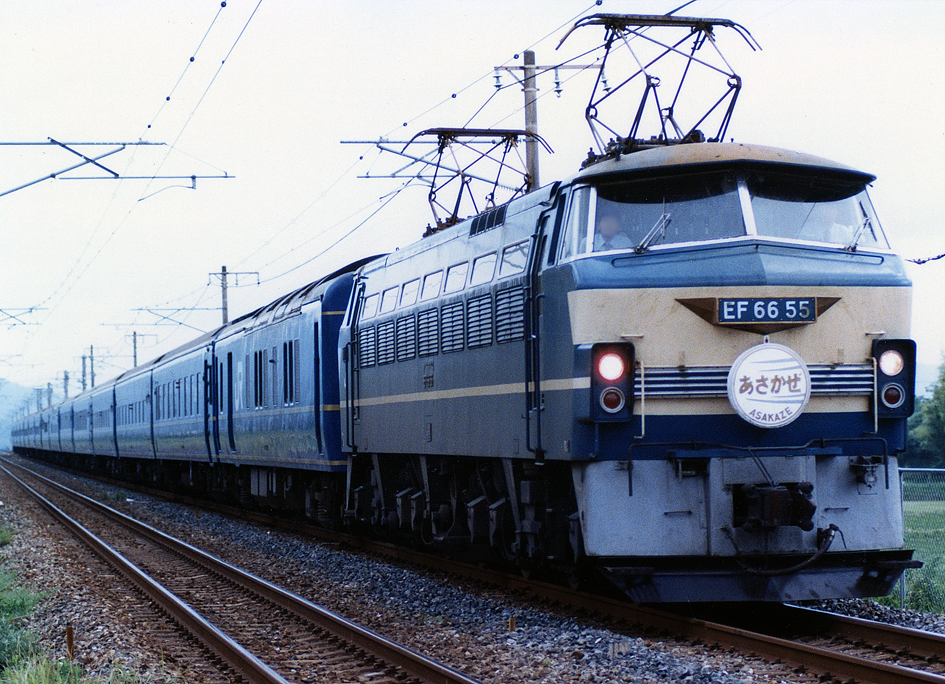
EF66 55号机车牵引“朝风号”列车（1988年）

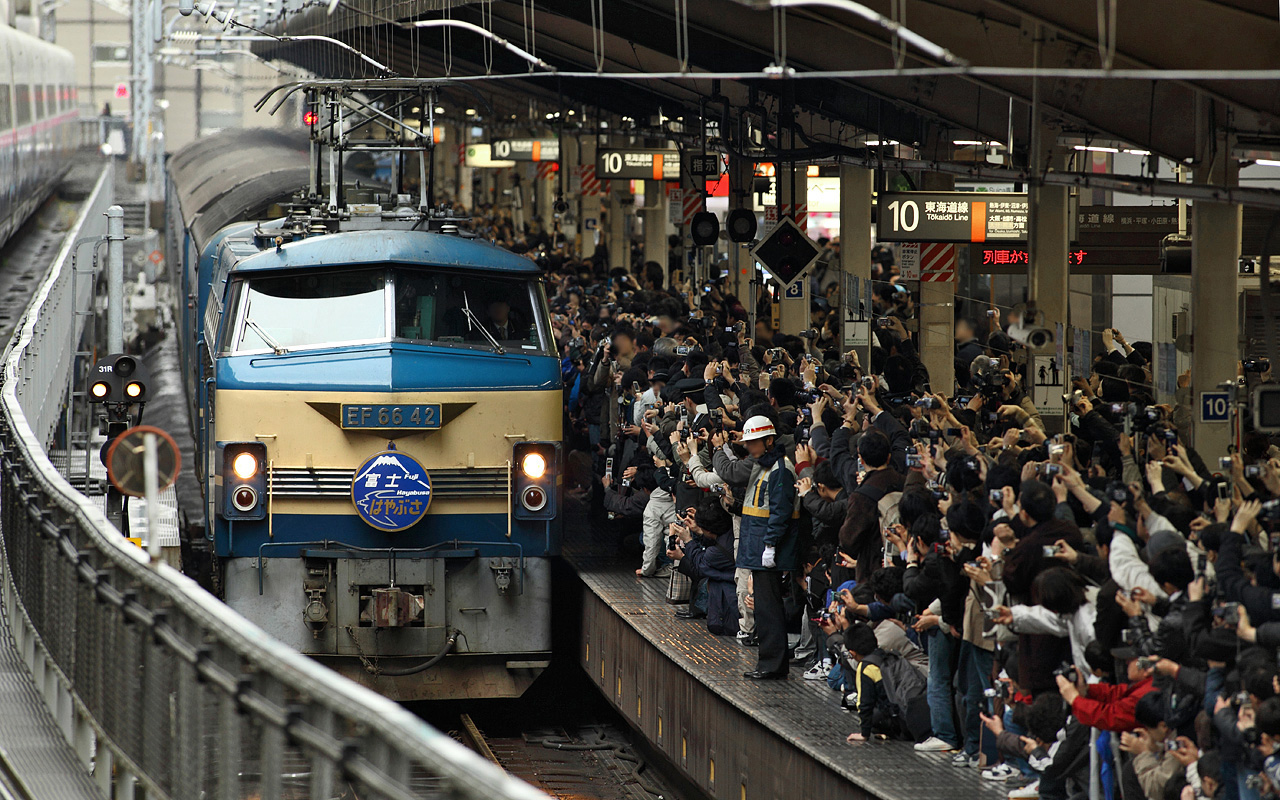
2009年3月14日，EF66 42号机车牵引最后一趟“富士·隼号”卧铺特急列车抵达东京站

1987年，JR西日本继承了16台EF66型电力机车（40～55），全部配属下关地域铁道部下关车辆管理室，主要用于担当“隼号”、“樱号”、“朝风号”、“瑞穗号”、“富士号”五对卧铺特急列车在东京至下关之间的牵引任务。此外，由于EF66型电力机车搭载了ATS-P防护装置，因此亦被用于牵引往首都圈方向的团体临时列车。
1990年3月JR运行图调整，“朝风2·3号”和“濑户号”列车开始编挂Suha25型300番台电源车兼休闲车，取代了以往使用的Kani24型100番台电源车兼行李车。由于新型电源车是利用受电弓直接从架空接触网取电，经车上的静止式变流器转换成交流电后向列车集中供电，而不是再使用车载柴油发电机组供电，因此EF66型电力机车亦增设了紧急降弓开关，当架空接触网异常时使电源车受电弓能够快速降弓，並在车钩左侧增加了用来传送控制信号的KE70HE型电气连接器。
1992年4月8日，由EF66 55号机车牵引的“樱号”卧铺特急列车在山阳本线发生列车脱轨颠覆事故。当日零时零分，在兵库县神户市须磨区境内的国道2号上，一辆四驱车突然试图掉头，随后的一辆半挂货车为了闪避前车而转向一侧，却导致牵引车和半挂拖车发生了“折头现象”，失去控制的车辆掉落到道路旁的山阳本线。当由东京开往长崎和佐世保的“樱号”列车（12辆编组）运行至須磨至塩屋间，与侵入下行线的肇事汽车发生正面冲突，导致本务机车脱轨颠覆、5节车厢脱轨，同时经上行线开往西明石方向的普通旅客列车（201系电力动车组），因及时发现险情而采取紧急停车措施，但仍然与侵入上行线的“樱号”列车发生碰撞及脱轨。大破的EF66 55号机车后来又被修复，恢复运用一段时间后至1995年报废。
1990年代起，由于卧铺特急列车的载客率渐趋减少，东京往九州方向的卧铺特急列车亦逐步停运或合并运行。1994年12月，东京至熊本、长崎的“瑞穂号”列车停运；东京至博多的“朝风1·4号”列车降级为临时列车。1995年起，JR西日本开始报废部分状况较差的EF66型电力机车。1999年至2002年间，JR西日本的四台EF66型电力机车（41、44、52、54）转售予JR货物。1999年12月，熊本始发的“隼号”列车开始与长崎始发的“樱号”列车合并运行。2005年3月，“隼号”列车改为与“富士号”列车合并运行，同时“樱号”和“朝风号”列车停运。
2009年3月14日，随着“隼号”和“富士号”列车正式停运，结束了EF66型电力机车牵引“蓝色列车”的历史。此后，JR西日本首先报废了其中8台EF66型电力机车。尚存的2台机车（45、49）主要用于牵引临时工务列车，至2010年9月20日正式报废後，EF66型機車完全退出JR西日本的服務行列。

## 技术特点
以下技术特点内容除特别注明外，皆以基本番台机车为描述对象。

### 总体布置

#### 车体结构

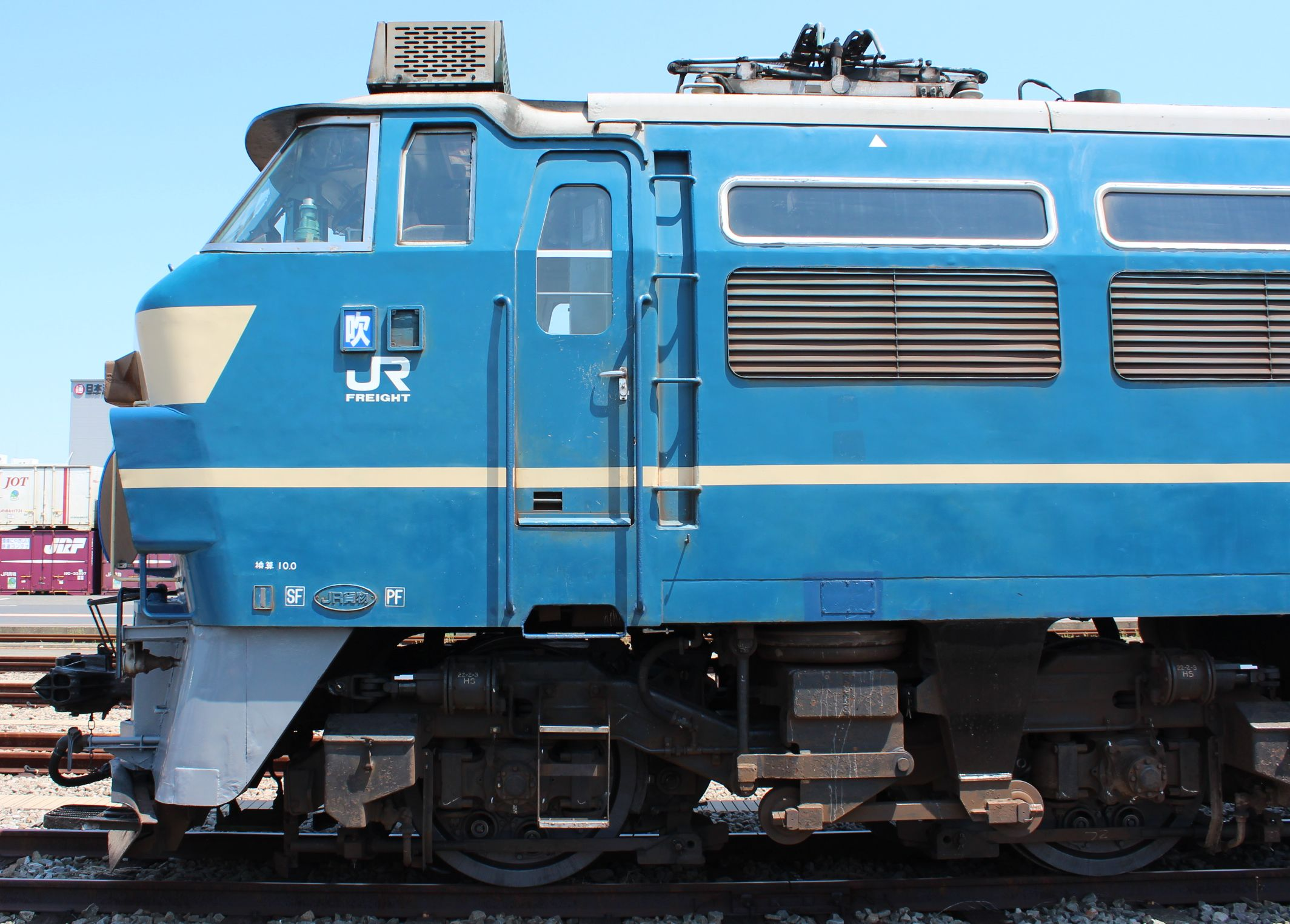
EF66型电力机车的司机室左侧外观

EF66型电力机车是客货运通用的直流电力机车，适用于1500伏直流电气化铁路。车体采用整体承载式全钢焊接结构，车体长度为17100毫米，车体宽度为2800毫米。运转整备重量为100.8吨，空车重量为100.16吨。由于EF66型电力机车的轴重达到16.8吨，一般只适用于线路等级为特甲线的东海道本线、山阳本线等主要干线。

#### 车体外观
EF66型电力机车的其中一个特点是采用了高司机室布置的车头外形，这种设计借鉴自同时期开发的国铁581系、583系电力动车组。三菱电机于1980年代初向西班牙國鐵出口的251型电力机车，亦采用了相似的车体外形设计。机车的两端各有一个司机室，司机室高度被适当抬高，司机座椅平面距离轨面的高度从EF65型电力机车的2270毫米提升到2565毫米。司机室前窗由两块平面玻璃和两块较小的曲面玻璃组成，为乘务人员提供了良好的瞭望视野。前照灯和尾灯采用两侧纵列的布置方式，两组车灯之间设有不锈钢装饰带，同时也是司机室的通风口。车体正面的中央位置设有机车编号牌，并采用了与特急型列车相似的倒三角形标志。车体外部涂装以深蓝色（青15号）为主色，车头正面下半部采用奶黄色（奶油1号），车身两侧各有一条奶黄色色带。

#### 司机室
司机室内机车运行方向的左侧设有司机操纵台，右侧设有副司机座席及手制动手柄。操纵台上各类仪表和开关的布置均应用了人体工程学原理，与以往的国铁电力机车操纵台有很大分别。操纵台的正中央设有速度錶、電流錶、電壓錶、风缸压力錶等仪表，以及各种机车状况指示灯和ATS确认按钮；左手边设有自动空气制动机和单独制动机；右手边设有调速控制器、紧急停车按钮和各种常用开关。司机室后部两侧设有供乘务员乘降的侧门。机车前端采用采用非贯通结构。

#### 设备布置
车体中部是设有各种机械及电气装置的机械室，并设有贯通式双侧内走廊连接两端司机室。机械室内从第一端至第二端方向，顺序布置有第一辅助机械室、控制电器室、电阻器室、第二辅助机械室。第一辅助机械室内设有第一电动通风机、第一电动空气压缩机、辅助电动发电机。控制电器室设有换向开关、牵引电动机隔离开关、接触器开关、辅助电路断路器、电量统计装置、励磁控制器等电器装置。电阻器室设有主电阻器、分流电阻器、电阻控制器、接触器开关等设备。第二辅助机械室设有第二电动空气压缩机和第二电动通风机。车体中部两侧各设有七个采光玻璃窗和通风百叶窗，侧墙上部设有主电阻器冷却风排风口。车顶安装有两台双臂式受电弓、高速断路器、避雷器等高压电气设备。车体下方设有三台转向架，之间吊挂着两个总风缸。

### 电气系统

#### 调速控制
EF66型电力机车是直—直流电传动的直流电力机车，机车主电路由高速断路器、电阻控制器、励磁控制器、牵引电动机等部分组成。考虑到机车功率和主电路电流的提高，EF66型电力机车采用了新型大容量高速斷路器，容量等级由以往的3000安培提高到5000安培。调速控制系统与EF65型电力机车基本相同，机车通过超多段电阻调压、牵引电动机的串并联换接、以及磁场削弱控制来达到调速的目的。
电阻调压系统包含了主电阻器及副电阻器，首先利用主电阻器实现多个大调压级，再于每个大调压级内利用副电阻器实现若干小调压级，降低了每个级位之间的电压变化，从而获得了相对平滑的调速性能。和EF65型电力机车一样，同样采用了自动化电动凸轮轴式电阻控制器和励磁控制器。EF66型电力机车使用CS27型电动凸轮轴式电阻控制器和CS28型电动凸轮轴式励磁控制器。
除了电阻调压外，亦可以通过改变牵引电动机回路连接方式（串联、串—并联、并联），来改变牵引电动机的端电压。该项转换是通过主电阻控制器的串并联切换来进行的，并采用桥式换接电路以减少串并联换接过程中造成的牵引力冲击。此外，为扩大机车的恒功调速范围，还可以对牵引电动机施行八级磁场削弱，级位数量比EF65型电力机车增加一倍，进一步减少磁场削弱时电流和牵引力的冲击，磁场削弱率最深可达40%。
此外，EF66型电力机车还采用了类似电力动车组的MC46型转轮式司机控制器，取代了传统的手把式司机控制器。它属于鼓形控制器结构，具有一个调速手柄和一个磁场削弱转轮，调速级位包括低速缓行位4级、串联位1级（S）、串并联位1级（SP）、并联位1级（P），并且在串联、串并联和并联位均可以使用8级磁场削弱（F1～F8）。

#### 牵引电动机
EF66型电力机车采用了新开发的MT56型串励直流牵引电动机，是当时窄轨限界下功率最大的牵引电动机。与之前的MT52型牵引电动机相比，额定功率等级提高了近50%。MT56型牵引电动机在保持额定电压为750伏特的条件下，小时功率大幅提高到650千瓦，额定电流为930安培，额定转速亦提高至每分钟1200转，额定励磁率为85%。MT56型牵引电动机的主极极数由四极增加为六极，以改善直流电动机高速运转时的换向性能。此外，由于牵引电动机的功率和电流大幅提高，因此相应将电动机绝缘等级提升至F级，电枢和主极绕组均采用无溶剂环氧树脂浸渍绝缘材料，以改善牵引电动机的绝缘和耐热性能。冷却方式为强迫通风冷却。

#### 辅助电路
EF66型基本番台第一次量产车采用直流电传动的辅助电路系统，主要辅助机械设备均采用直流电动机驱动，输入电压为1500伏特。主电阻器通风机和牵引电动机通风机共用两台MH91G-FK99型电动通风机，其中第一至第四号牵引电动机共用一台通风机，第五及第六号牵引电动机和主电阻器共用另一台通风机，通风机额定功率为2×19千瓦，供风量为每分钟2×180立方米。空气压缩机的数量增加至两台，以满足高速货物列车制动系统和空气弹簧的用风需要，使用MH92B-C3000型电动压缩机，额定功率为2×15千瓦。
而基本番台第二次量产车和后来的100番台机车，则全面改为采用三相交流传动的辅助电路系统，辅助机械设备均采用三相鼠笼式异步电动机驱动，输入电压440伏特60赫兹。牵引电动机通风机使用两台MH3036B-FK99A型电动通风机。空气压缩机亦改为使用MH3064A-C3000型电动压缩机。辅助电路系统由MH127A-DM84A型三相交流电动发电机提供，将1500伏特直流电转换成440伏特交流电，额定容量为90千伏安。

#### 控制电路
EF66型基本番台第一次量产车在照明和控制电路系统方面和EF64、EF65型电力机车完全相同。机车装用一台MH81B-DM44B型二相交流电动发电机，用于将直流电转换成交流电，额定容量为5千伏安，额定频率为60赫兹，直接为照明电路提供24伏特、50伏特、100伏特交流电，并可以通过整流器为控制电路和蓄电池为提供100伏特直流电。
而基本番台第二次量产车和后来的100番台机车，控制电路电源改由三相交流电动发电机提供，经变压器和整流器为照明和控制电路供电。

### 转向架

#### 主要结构
机车走行部为三台二轴摇枕式转向架，包括两台DT133型两端转向架和一台DT134型中间转向架。构架采用“日”字形的钢板焊接结构，兩端转向架的侧梁采用中间部分下凹的“U”形结构；而中间转向架由于采用了下摇枕结构，因此侧梁中部无下凹的需要。轴箱定位装置与EF60、EF65型电力机车相同，采用两个圆筒型橡胶装置的弹性定位结构，转向架固定轴距为2800毫米。一系悬挂为轴箱顶端两个并列的螺旋弹簧组，每组弹簧均由内、外圈弹簧各一个组成。基础制动装置为双侧闸瓦制动，每个轮对左右各设有一个制动缸，并设有制动横梁以保证两侧闸瓦同步作用，另外还设置了闸瓦间隙调整器。
转向架采用带有摇枕机构的全旁承支重结构，车体全部重量通过六个旁承弹簧坐落在三台转向架上。二系旁承弹簧特别采用了空气弹簧，这是日本国铁首次将空气弹簧应用于电力机车。两端和中间转向架的主要差异在于摇枕和空气弹簧的布置方式。两端转向架采用上摇枕的布置方式，即摇枕枕梁设置在转向架构架之上，转向架通过摇枕两端的空气弹簧来支承车体。中间转向架采用下摇枕的布置方式，即摇枕枕梁设置在转向架构架之下，转向架通过设置在构架中梁上的两个空气弹簧来支承车体，摇枕不参与支承车体重量的垂向载荷。
不论两端转向架或中间转向架，牵引力和制动力都是通过摇枕与车体底架间的低位双侧平行牵引杆机构传递，降低了牵引点高度并抑制轴重转移。中间转向架和车体之间通过摇枕吊杆作用，可实现一定程度的横向位移以便通过曲线。

#### 传动装置
1960年代，日本国铁的电力机车大多采用轴悬式半悬挂传动装置，牵引电动机的一侧通过抱轴承刚性地支撑在车轴上，而另一侧通过吊杆悬挂在转向架构架上。这种驱动装置的主要优点是结构简单可靠，但由于牵引电动机的大部分重量由车轴承担，所以转向架的簧下重量较大，使牵引电动机容易受到来自轨道的震动冲击。由于EF66型电力机车主要用于牵引高速货物列车，需要按100公里/小时的速度长时间运行。为了使机车的传动装置获得尽可能小的簧下重量，改善牵引电动机的工作稳定性和使用寿命，并且简化传动装置的检修维护，日本国铁决定在EF66型电力机车上采用弹性轴悬式传动，取代传统的刚性轴悬式。
弹性轴悬式结合了刚性轴悬式和轮对空心轴架悬式两者的特点。牵引电动机的一侧仍然悬挂在转向架构架上，但另一侧的抱轴承并非直接支撑在车轴上，而是支撑在一根套在车轴外面的空心轴上，空心轴两端通过弹性联轴节与车轮连接，大齿轮（从动齿轮）固定安装在空心轴的一端。各国研制的弹性轴悬式传动装置大致相同，主要区别在于联轴节的结构不同。德国西门子舒克特公司的SSW橡胶环弹簧传动装置是当中最典型和著名的例子，被广泛应用在德国联邦铁路的103型、140型、141型、150型等众多电力机车。
EF66型电力机车所使用的QD10型弹性轴悬式传动装置，其结构亦与SSW传动装置十分相似。空心轴两端各伸出八个臂爪穿过车轮心，通过每侧八个橡胶弹性元件，实现空心轴和车轮的弹性联结。牵引电动机输出的扭矩通过主动小齿轮、从动大齿轮、空心轴、臂爪和橡胶弹性元件传递至轮对，牵引齿轮传动比为3.55（20：71）。由于EF66型电力机车采用弹性轴悬式，大大减轻了传动装置所占的簧下重量，提高了电力机车的动力学性能，除了初期曾经发生空心轴抱轴承烧损事故外，并无其他特殊问题。

## 车辆保存
- EF66 1号机车

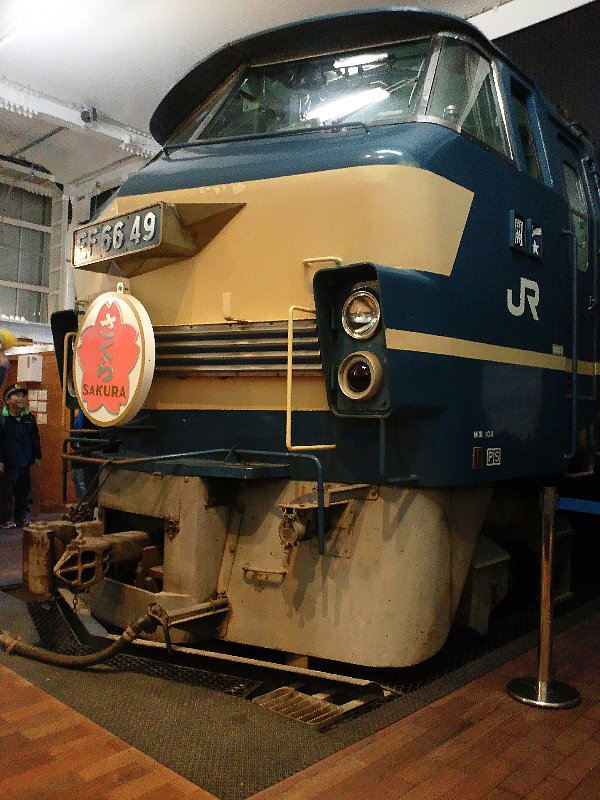
“立体模型·京都·日本”展览中EF66 49号机车的司机室部分

  - 静态保存于广岛县广岛市东区的JR货物广岛车辆所。该机车脱离运用后被恢复为国铁标准涂装，但第二端方向车体正面的编号牌基座仍保持新更新色的样式。
- EF66 11号机车
  - 静态保存于埼玉县埼玉市大宮區的铁道博物馆。2004年至2006年间，该机车报废后曾经在广岛车辆所公开展示，随后在2007年5月21日回送至大宫，经简易整修后进入铁道博物馆保存及展示。这台机车已经被恢复至落成当初之状态，重新安装了带有空气管路的密接式自动车钩，拆除了后来加装的总风管折角塞门，并且保留了最初的PS17型受电弓。
- EF66 35號機車
  - 靜態保存於京都鐵道博物館
- EF66 45、49号机车
  - 司机室部分保存于京都市右京區小火車嵯峨車站旁边的“立体模型·京都·日本（日语：ジオラマ・京都・JAPAN）”鐵道模型展。这两台机车于2010年9月18日至19日从下关回送至南福井（日语：南福井駅），然后经嵯峨野觀光鐵道运送至当地并就地切割[25][26][27]。
- EF66 49号机车
  - 司机室部分保存于京都府木津川市木津川原田的面包店内[28][29]。该机车是JR西日本最后一台报废的EF66型电力机车，于2010年9月报废后从下关回送至南福井。

## 另見
- 西班牙國鐵251型電力機車：三菱電機承造，以EF66為基礎，外觀亦相近。